# Henri de Toulouse-Lautrec
Henri de Toulouse-Lautrec (n. 24 noiembrie 1864, Albi, Midi-Pyrénées, Franța – d. 9 septembrie 1901, Saint-André-du-Bois, Aquitaine, Franța) a fost un pictor francez din perioada postimpresionistă.
În ciuda faptului că experiențele diferitelor curente artistice de la sfârșitul secolului al XIX-lea nu-i erau străine, activitatea sa nu poate fi încadrată în vreo categorie schematică. O spunea el însuși: „Nu aparțin nici unei școli. Lucrez singur în ungherul meu.” Originalitatea picturii sale corespunde personalității sale neobișnuite. Stilul lui, deosebit de personal, i-a dat posibilitatea să capteze spiritualitatea epocii sale, a acelei epoci în care a trăit și pe care a observat-o atât de pătrunzător.

## Date biografice
Henri de Toulouse-Lautrec s-a născut în 1864 în orășelul Albi situat în partea de sud-est a zonei centrale muntoase a Franței.A fost fiul contelui Alphonse Toulouse-Lautrec-Montfa, care provenea dintr-o veche familie de aristocrați care trăia în vecinătatea orașului Toulouse începând din secolul al XII-lea.

### Copilăria
Toulouse-Lautrec s-a bucurat de educația care se acorda unui copil din familie de aristocrați. În 1872, începe studiile la liceul de elită Fontanes (astăzi liceul "Condorcet"), dar, din cauza problemelor de sănătate, întrerupe studiile și rămâne acasă, urmărind viața colorată și palpitantă a părinților săi. Cursele de cai și plimbările cu câini determină tipul de viață al tânărului Lautrec. La 30 mai 1878, cade de pe un scaun și-și fracturează femurul stâng. Vara următoare accidentul se repetă, de data aceasta de partea dreaptă, tot la nivelul femurului. Probabil din cauza unei tulburări înnăscute de calcificare, consolidarea fracturilor se face defectuos, băiatul rămâne invalid, nu mai crește în înălțime (talia lui Toulouse-Lautrec la maturitate este de numai 152 cm.). Viitorul artist însă nu disperă. Legat de pat pentru mult timp, își descoperă înclinația pentru desen. Talentul său devine evident, mama înțelege că are de-a face cu un viitor pictor.

### Primele studii de pictură
În anul 1882, Toulouse-Lautrec începe studiile de pictură sub îndrumarea lui Léon Bonnat, reprezentant al stilului academic. Continuă apoi în atelierul lui Fernand Cormon, lucrează enorm de mult și ia contact cu o serie de pictori tineri, cu care începe să depășească stilul tradițional de școală. La început pășește în direcția impresionismului, dar mai târziu alege curente mai moderne. Această epocă coincide cu schimbările care apar în viața lui Toulouse-Lautrec. Tânărul artist descoperă cartierul Montmartre, în vara anului 1884 părăsește casa părintească din Paris și se mută în locuința tânărului pictor Grenier, într-o casă unde fusese atelierul lui Edgar Degas, pe care Lautrec îl considera ca fiind unul dintre maeștri săi.

### Viață de boem
Hotărârea pictorului nemulțumește pe părinți, temându-se că fiul o va apuca pe o cale greșită. Curând, se dovedește că îngrijorările părinților n-au fost lipsite de temei, deoarece viața tânărului artist se schimbă rapid.

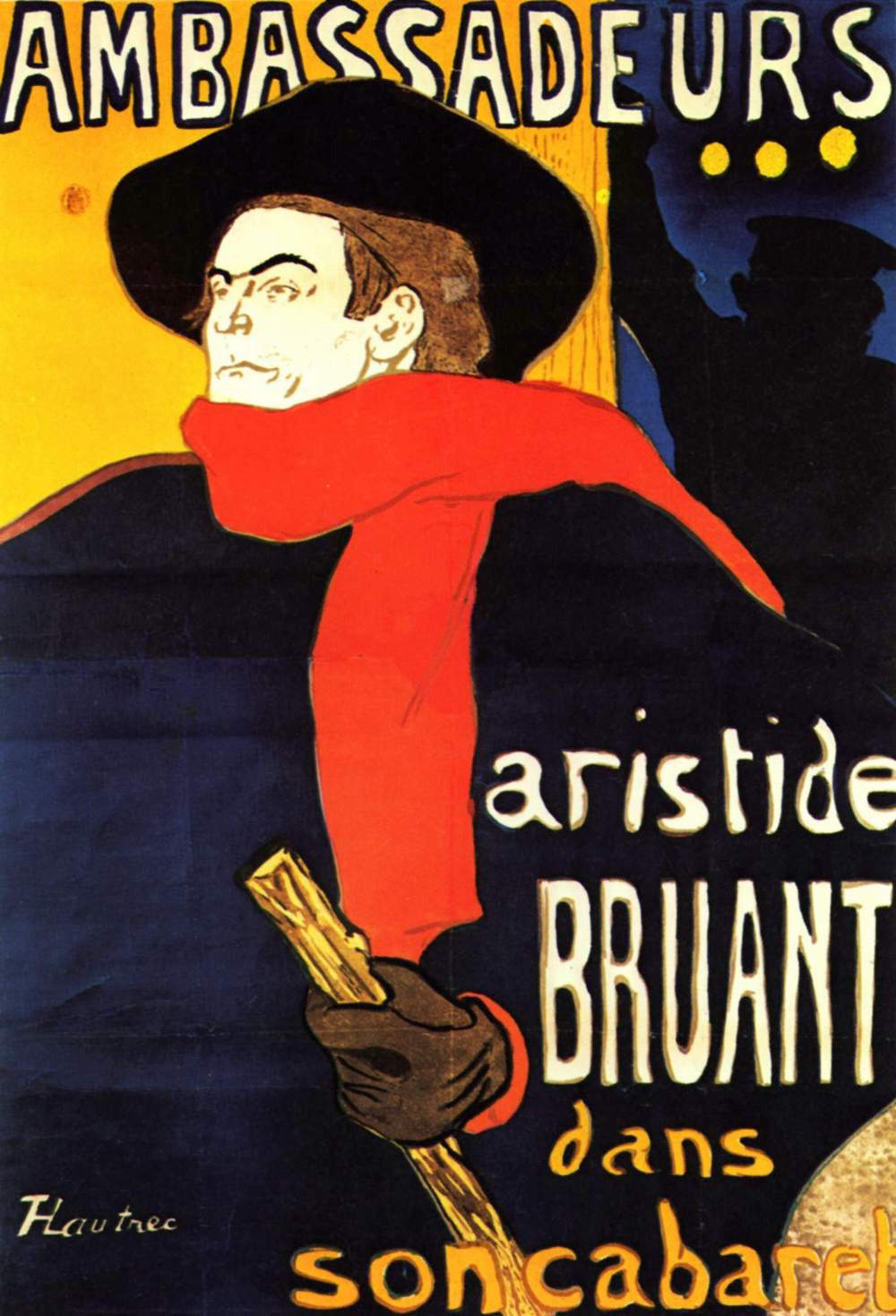
Toulouse-Lautrec - Ambassadeurs: Aristide Bruant, 1892, Colecţia Baldwin

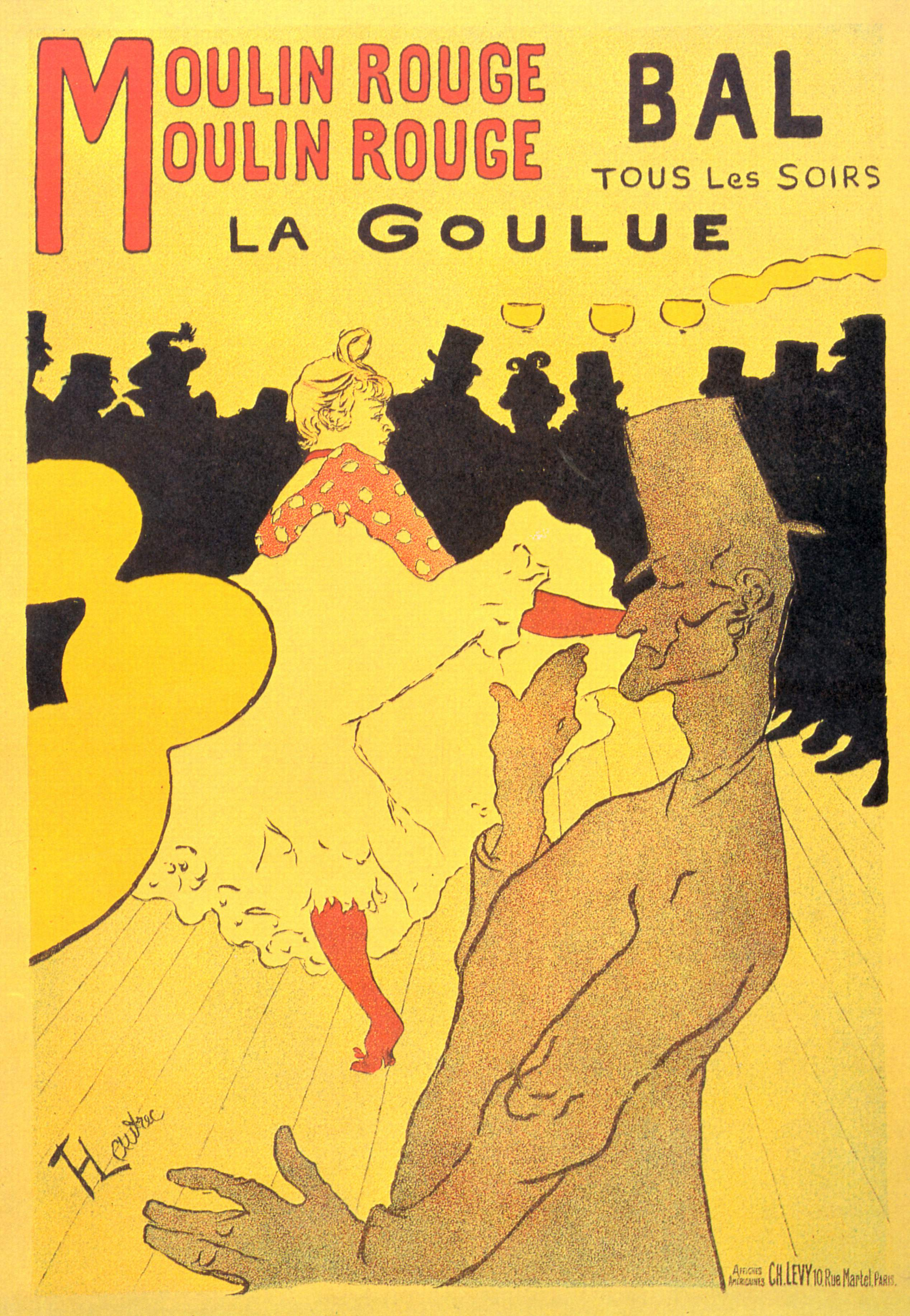
Toulouse-Lautrec - Moulin Rouge - La Goulue, 1891 - Afiş

Toulouse-Lautrec descoperă o lume complet necunoscută pentru el până acum, și acest lucru nu rămâne fără urmări nici asupra picturii sale. Pentru început, abordează temele preferate naturaliștilor, care vor predomina și în pictura sa ulterioară: distracțiile de bulevard, petrecerile dansante, circul, cabaretul, teatrele, precum și portretele oamenilor de la periferia societății (prostituate, alcoolici). Începând de la mijlocul anilor optzeci, Lautrec trăiește aproape în exclusivitate o viață de noapte. Este un vizitator permanent al cabaretelor, în primul rând "Mirliton", condus de un prieten, cântărețul Aristide Bruant. Mai târziu, în Moulin Rouge, privea mișcările frenetice ale cancanului și se entuziasmează de performanțele dansatoarelor La Goulue, Jane Avril și Cha-U-Kao. Consumă din ce în ce mai mult alcool, în special absint, și i se întâmplă să petreacă săptămâni întregi în stabilimente rău famate, ca bordelul de lux de pe Rue des Moulins.

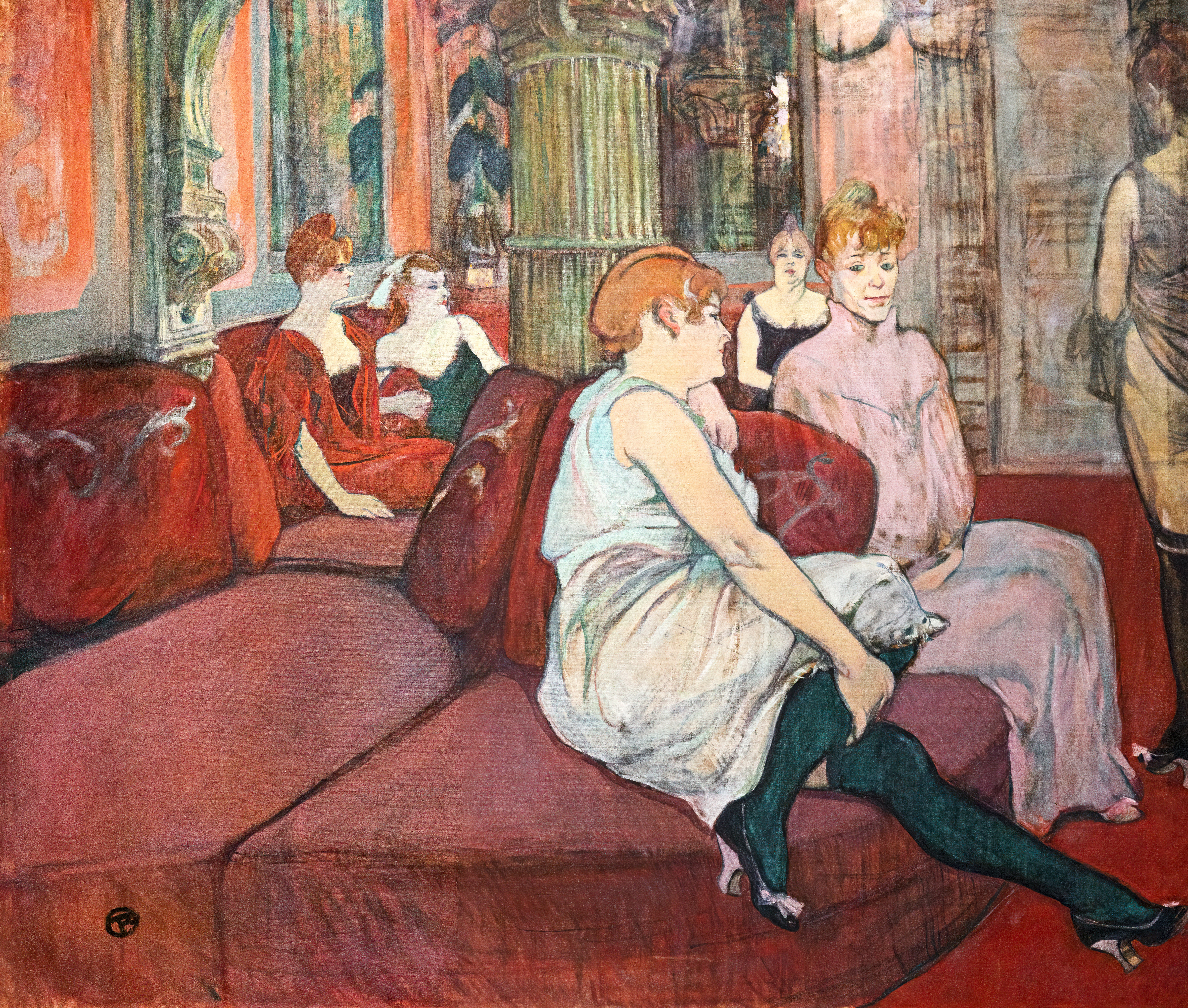
Toulouse-Lautrec - În Salonul de pe Rue des Moulins, 1894 - Musée Toulouse-Lautrec, Albi

Aceste peregrinări nocturne reprezintă surse de inspirație ale lucrărilor sale. Prima expoziție personală a avut loc în 1886 în cabaretul "Mirliton", un an mai târziu expune la Toulouse, la expoziția internațională a reprezentanților Academiei de Arte Frumoase. Nu participă la expozițiile Salonului oficial de la Paris, în schimb se prezintă la Salonul Independenților, care se desfășoară sub deviza "Fără juriu, fără premii". Aici expune în compania unor artiști ca Georges Seurat, Paul Signac sau Camille Pissarro. În martie 1890, la cel de-al șaselea Salon al Independenților, Toulouse-Lautrec prezintă tabloul "Dansul la Moulin Rouge".

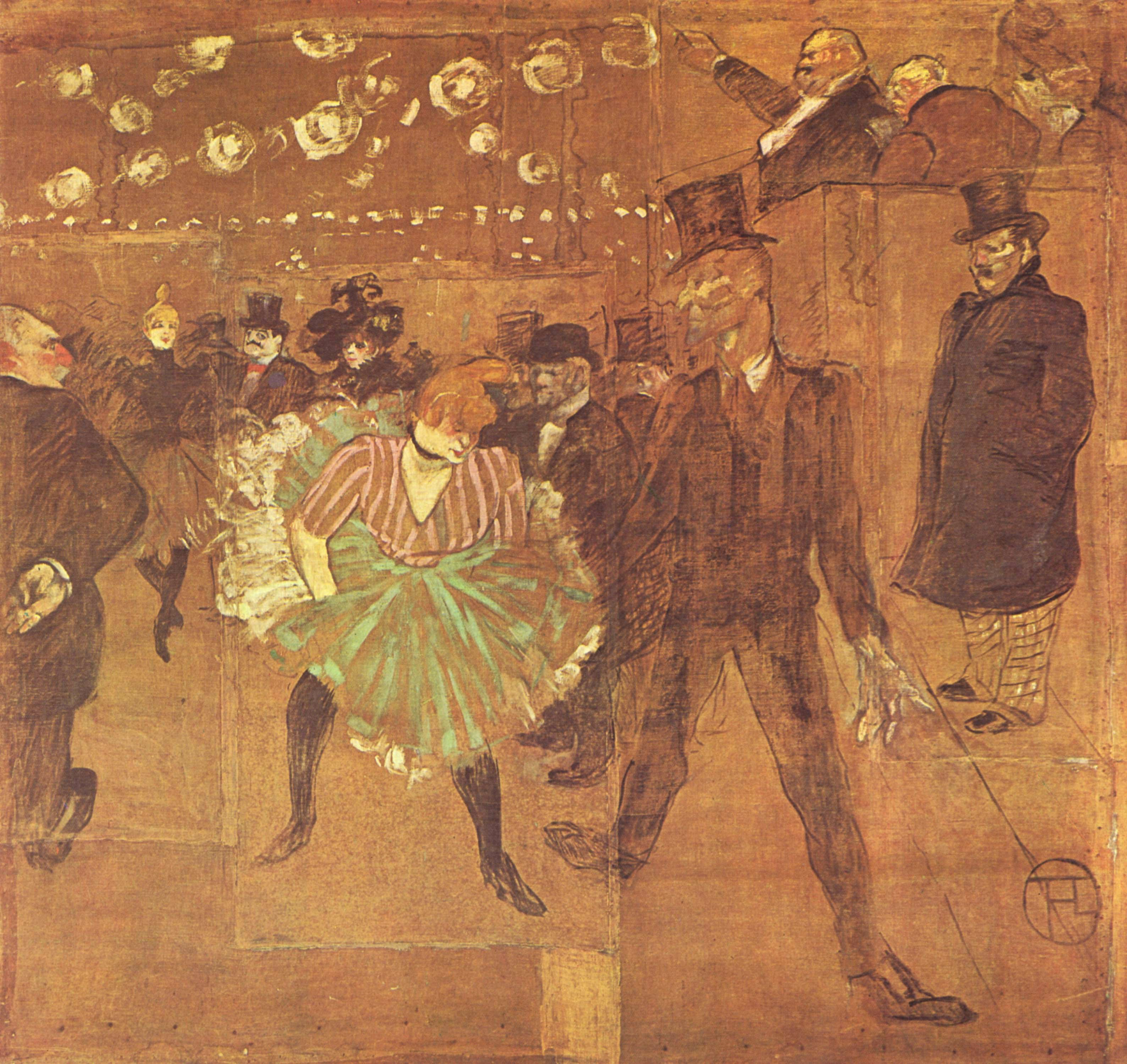
Toulouse-Lautrec - Dansul la Moulin Rouge, 1889-1890 - Philadelphia Museum of Art

### Artist consacrat
Toulouse-Lautrec se alătură avangardei artistice. În 1891, definitivează stilul său ușor de recunoscut, intrând în epoca de maturitate a creației.Tablourile, ca și litografiile, vorbesc despre completa înflorire a talentului său. Devine un pictor căutat de colecționari, organizatori de expoziții și editori. Critica îi rezervă, de asemenea, cronici pline de apreciere. La începutul anului 1896, galeria pariziană "Manzy-Joyant" organizează o mare expoziție cu lucrările lui Toulouse-Lautrec. Dar starea sănătății artistului se deteriorează, ceea ce se răsfrânge și asupra activității sale.

### Sfârșit tragic
Ultima parte a vieții lui Toulouse-Lautrec devine dramatică. Modul de viață pe care l-a dus timp de zece ani nu rămâne fără efect asupra sănătății sale și așa deficitară. Devine din ce în ce mai neliniștit, mai agresiv și se neglijează. Creează însă în continuare, chiar și după nopțile pierdute. În această stare, realizează circa șaizeci de litografii care sunt expuse în aprilie 1898 în filiala londoneză a Galeriei "Goupil". Artistul adoarme la vernisaj... Toată iarna suferă din cauza intoxicației alcoolice și din cauza lipsei de somn, are halucinații. O cură de dezintoxicare rămâne fără succes. La 15 iulie 1901 părăsește Parisul, mama sa îl duce la moșia familiei, la Malromé din departamentul Gironde. La 9 septembrie moare în brațele acesteia.

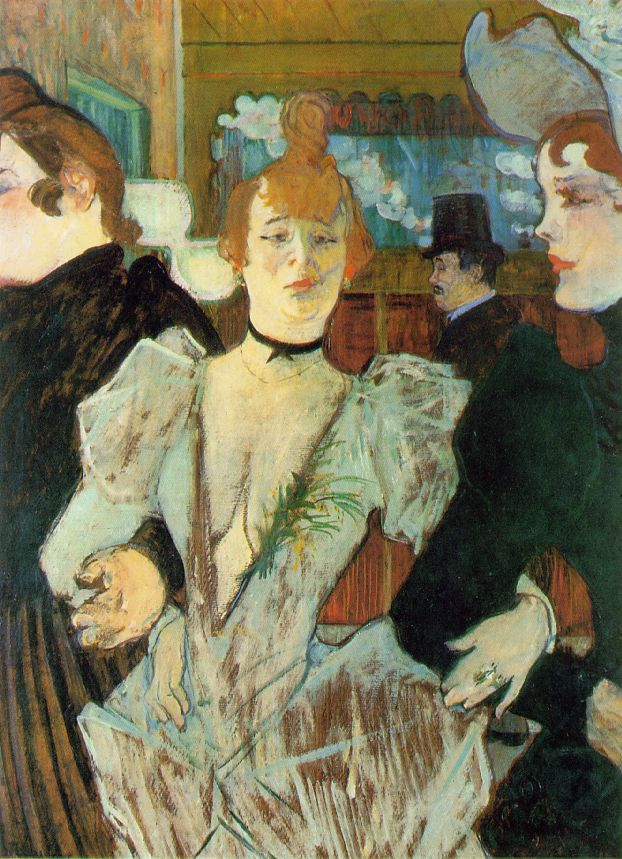
Toulouse-Lautrec - La Goulue sosind la Moulin Rouge, 1892 - Museum of Modern Art, New York

## Toulouse-Lautrec - artistul
Ca toți artiștii importanți, Toulouse-Lautrec este legat de tradiții și continuă experiențele marilor maeștri. La început a luat contact cu impresionismul, fiind atras în special de aceia, pe tablourile cărora figurile predomină față de peisaje, Édouard Manet, Auguste Renoir. Admiră pe Edgar Degas, în special metoda prin care acesta vizualizează lumina. La începutul anilor nouăzeci, se află în apropierea "nabiștilor" și a simboliștilor, ceea ce a avut ca rezultat o utilizare mai armonică a culorilor. Litografiile lui Lautrec devin mai decorative, începe epoca lor de strălucire. Nu se rupe de temele aflate aproape de naturalism, în același timp utilizând în activitatea sa formele sintetice aflate în armonie cu ironia sa atât de caracteristică. Trebuie însă menționat faptul că poziția ironică a lui Lautrec nu rezultă din malițiozitate. Dimpotrivă, comentariile sale satirice sunt pline de simpatie caldă. Aceasta este mărturisită de afișele care o reprezintă pe dansatoarea Jane Avril sau de portretul cântăreței de cabaret Yvette Guilbert.

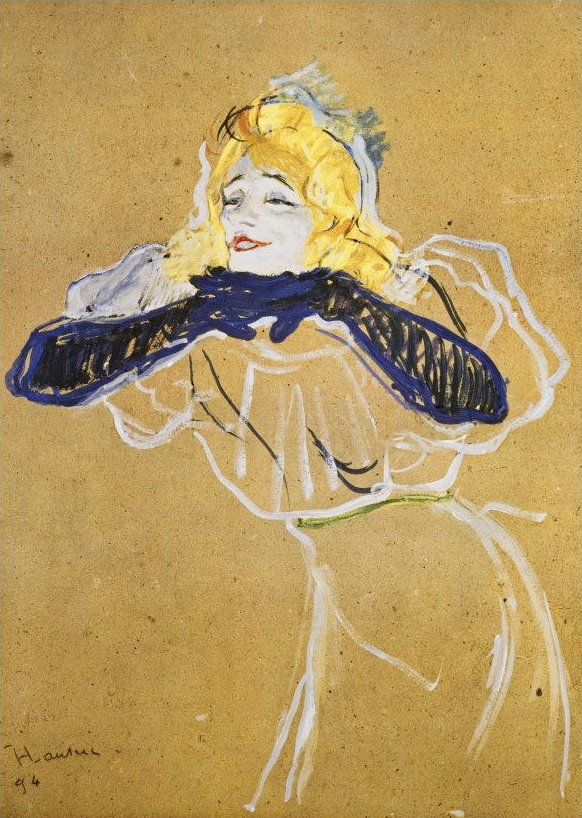
Toulouse-Lautrec - Yvette Guilbert cântând "Linger, longer, loo", 1894 - Muzeul Puşkin, Moscova

În ciuda faptului că Lautrec nu face niciun fel de concesie, deformarea siluetelor nu este lipsită de o anumită gingășie. Amplificarea importanței desenului și a liniei îi dă posiblitatea să redea adevărul realității sfârșitului de secol. În aceasta se află importanța artei lui Toulouse-Lautrec. În acel timp tehnica reproducerii cunoștea o mare dezvoltare: desene în reviste, schițe în ziare, litografii în caietele-program ale teatrelor, reclame pe pereți. Toulouse-Lautrec se adaptează cu talentul său la noile forme de comunicare. Atunci când realizează afișe, este obligat să folosească cantități de culoare depuse în tușe uniforme, găsește soluții surprinzătoare și riscante, ceea ce devine în final un element caracteristic al activității sale creatoare.
Toulouse-Lautrec și-a trăit viața repede și cu patimă. În ciuda invalidității sale, n-a vrut să ceară milă de la oameni. Și-a dedicat viața artei și s-a hotărât să și-o trăiască fără prea multe rezerve. Rezultatul a fost o creație singulară care ne umple de admirație și încântare.